# Juan Meléndez Valdés
Juan Meléndez Valdés (Ribera del Fresno, 11 marzo 1754 – Montpellier, 24 maggio 1817) è stato un poeta spagnolo.

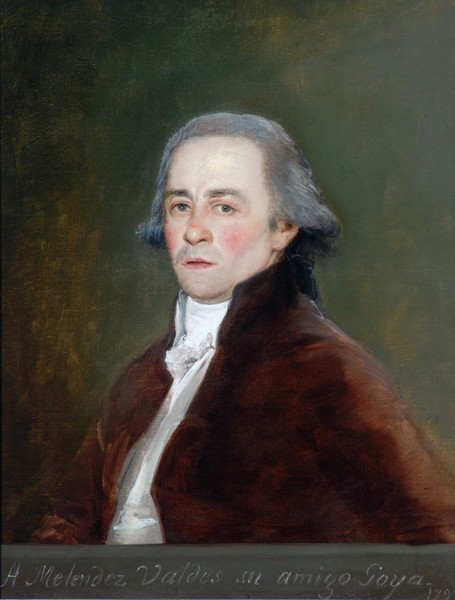
Juan Meléndez Valdés, dipinto da Francisco de Goya verso il 1797

Studiò all'università di Salamanca, poco dopo la laurea vi rimase ad insegnare letteratura. Intraprese la carriera di magistrato nella città di Saragozza e poi a Valladolid.
Durante l'occupazione francese, nel periodo napoleonico, inizialmente con libelli patriottici incitava contro gli invasori; in seguito finì per accettare una carica pubblica offertagli da Giuseppe Bonaparte. Anche per questo motivo, dopo la Restaurazione, dovette emigrare in Francia.
Le sue opere, fondamentali nello studio del Settecento spagnolo, mostrano il passaggio dallo stile neoclassico a quello romantico: in un primo momento espresse una poesia bucolica e anacreontica, per poi dare un'impronta illuministica affrontando temi più strettamente filantropici e filosofici.
La vena narrativa che gli diede più successo fra i suoi contemporanei fu quella idillica e popolare, espressa attraverso un nuovo tipo di romance-leggenda che, in ambito romantico, ebbe molto successo.

## Opere
- Batilo, 1780
- Las enamoradas anacreónticas, 1782
- Los besos de amor, 1783
- Las bodas de Camacho el rico, 1784
- Poesías, 1785
- A Llaguno, 1794
- Sobre el fanatismo, 1795
- Discursos forenses, 1797
- Alarma española, 1808
- Oda a José Bonaparte, 1810-1811
- Prólogo de Nimes, 1815
- Discursos Forenses, 1821